# Cot Seupe Ueng
Cot Seupe Ueng är en kulle i Indonesien.   Den ligger i provinsen Aceh, i den västra delen av landet, 1 800 km nordväst om huvudstaden Jakarta. Toppen på Cot Seupe Ueng är 201 meter över havet.
Terrängen runt Cot Seupe Ueng är kuperad åt sydväst, men åt nordost är den platt. Havet är nära Cot Seupe Ueng norrut.